# Peter Looijesteijn
Peter Looijesteijn (Anna Paulowna, 22 de marzo de 1954-Ámsterdam, 4 de julio de 2012) fue un piloto de carreras neerlandés, que participó en el Campeonato del Mundo de Motociclismo desde 1976 hasta 1984.

## Biografía
Peter Looijesteijn procede de una familia adicta a la moto. De hecho de los ocho niños que componían la familia, tres (Harry, George y el propio Peter) también participaron en carreras internacionales. Peter debutaría en el Gran Premio de los Países Bajos de 1976 de 50cc aunque sería al año siguiente cuando sumaría su primer punto. Su mejor temporada fue en  1979 cuando acabaría quinto en la clasificación general de la cilindrada de 50cc.
Aparte eso, Peter se proclamó campeón de Holanda en cuatro ocasionesː en 125 y 350cc en 1980, en 250cc en 1981 y en 50cc en 1978. Peter falleció después de una larga enfermedad a los 58 años en Ámsterdam.

## Resultados

### Campeonato del Mundo de Motociclismo

#### Carreras por año
Sistema de puntos desde 1969 a 1987:
| Posición | 1.º | 2.º | 3.º | 4.º | 5.º | 6.º | 7.º | 8.º | 9.º | 10.º |
| Puntos   | 15  | 12  | 10  | 8   | 6   | 5   | 4   | 3   | 2   | 1    |

(Carreras en negrita indica pole position, carreras en cursiva indica vuelta rápida)
| Año  | Cat.   | Equipo       | Moto    | 1       | 2       | 3       | 4       | 5       | 6       | 7       | 8       | 9       | 10      | 11    | 12      | Pts. | Pos. |
| ---- | ------ | ------------ | ------- | ------- | ------- | ------- | ------- | ------- | ------- | ------- | ------- | ------- | ------- | ----- | ------- | ---- | ---- |
| 1976 | 50cc   | Kreidler     | FRA Ret |         | NAC -   | YUG -   |         | NED 17  | BEL 10  | SUE -   | FIN -   |         | ALE -   | ESP - |         | 0    | -    |
| 1977 | 50cc   | Kreidler     |         |         | GER -   | NAT -   | ESP -   |         | YUG -   | NED 10  | BEL -   | SWE -   |         |       |         | 1    | 29.º |
| 1978 | 50cc   | Kreidler     |         | ESP Ret | AUT -   |         | NAT -   | NED 4   | BEL 5   |         |         |         | GER -   | CZE - | YUG 11  | 14   | 9.º  |
| 1979 | 50cc   | Kreidler     |         |         | GER 2   | NAT 3   | ESP -   | YUG Ret | NED 4   | BEL -   |         |         |         |       | FRA Ret | 30   | 5.º  |
| 1979 | 125cc  | MBA          | VEN -   | AUT 13  | GER 8   | NAT -   | ESP -   | YUG 8   | NED -   | BEL -   | SWE -   | FIN 16  | GBR 13  | CZE 9 | FRA -   | 8    | 27.º |
| 1980 | 125cc  | MBA          | NAT Ret | ESP 13  | FRA 8   | YUG 8   | NED 11  | BEL 6   | FIN 5   | GBR -   | CZE Ret | GER 10  |         |       |         | 18   | 9.º  |
| 1980 | 250cc  | Yamaha       | NAT DNQ | ESP -   | FRA DNQ | YUG Ret | NED 15  | BEL Ret | FIN -   | GBR Ret | CZE -   | GER 14  |         |       |         | 0    | -    |
| 1981 | 250cc  | Yamaha       | ARG Ret |         | GER -   | NAT Ret | FRA DNQ | ESP -   | NED Ret | BEL DNQ | RSM 22  | GBR DNQ | FIN -   | SWE - | CZE Ret | 0    | -    |
| 1981 | 350cc  | Yamaha       | ARG 12  | AUT Ret | GER 8   | NAT 9   |         |         | YUG -   | NED 8   |         |         | GBR Ret |       | CZE -   | 0    | -    |
| 1982 | 350cc  | Yamaha       | ARG -   | AUT 19  | FRA -   |         | NAT -   | NED Ret |         |         | GBR -   |         | FIN -   | CZE - | GER -   | 0    | -    |
| 1982 | 500cc  | Suzuki       | ARG -   | AUT Ret | FRA -   | ESP -   | NAT -   | NED 28  | BEL -   | YUG 25  | GBR -   | SWE -   |         | SMR - | GER 22  | 0    | -    |
| 1983 | 250cc  | Rotax Waldon | RSA -   | FRA -   | NAT -   | GER 28  | ESP -   | AUT -   | YUG -   | NED -   | BEL 14  | GBR 28  | SWE -   |       |         | 0    | -    |
| 1984 | 80cc   | Huvo-Casal   |         | NAT -   | ESP 9   | AUT -   | GER 6   |         | YUG -   | NED 7   | BEL -   |         |         | RSM - |         | 16   | 9.º  |
| 1984 | 250 cc | MBA          | RSA -   | NAT -   | ESP -   | AUT -   | GER -   | FRA -   |         | NED 18  | BEL Ret | GBR -   | SWE -   | RSM - |         | 0    | -    |